# Серравалле-а-По
Серравалле-а-По (італ. Serravalle a Po) — муніципалітет в Італії, у регіоні Ломбардія, провінція Мантуя.
Серравалле-а-По розташоване на відстані близько 380 км на північ від Рима, 150 км на схід від Мілана, 19 км на схід від Мантуї.
Населення — 1559 осіб (2014).

## Демографія
Населення за роками:

Станом на 1 січня 2023 року в муніципалітеті офіційно проживав 181 іноземець з 15 країн, серед них 33 громадяни країн Євросоюзу та 12 громадян України.

## Сусідні муніципалітети
- Гаццо-Веронезе
- Остілья
- П'єве-ді-Коріано
- Куїнджентоле
- Ревере
- Сустіненте